# Levende mænd i døde forhold
Levende mænd i døde forhold er det 13. studiealbum fra danske Love Shop, bestående af sanger og sangskriver Jens Unmack. Albummet udkom den 1. oktober 2021 på A:larm Music og Universal Music. Albummet er det sjette i rækken der er produceret af Mikkel Damgaard. Levende mænd i døde forhold debuterede på en femteplads på den danske album-hitliste.

## Spor
Alt tekst skrevet af Jens Unmack. 
| #   | Titel                                  | Musik                   | Længde |
| --- | -------------------------------------- | ----------------------- | ------ |
| 1.  | "X"                                    | Mikkel Damgaard, Unmack | 1:04   |
| 2.  | "The Troubles"                         | Unmack                  | 4:08   |
| 3.  | "Kun længes skygger mod aftenens fald" | Unmack                  | 2:54   |
| 4.  | "Glæden ved at sige nej"               | Unmack                  | 3:11   |
| 5.  | "På livet og på lykken og for os"      | Unmack                  | 4:15   |
| 6.  | "Ægte Nordic noir"                     | Unmack                  | 3:06   |
| 7.  | "Efterårsklassikerne"                  | Unmack                  | 4:50   |
| 8.  | "Aldrig ender lykkeligt (Badlands)"    | Unmack                  | 4:21   |
| 9.  | "Sort Bornholm"                        | Unmack                  | 3:36   |
| 10. | "Exitstrategi"                         | Unmack                  | 5:02   |

| 1. | "Andy Warhol's piger"    | Unmack           |  |
| 2. | "Drog mod øst" (outtake) | Damgaard, Unmack |  |

## Medvirkende
- Jens Unmack
- Mikkel Damgaard – producer, teknik, mixer, tangenter, rytme, kor
- Mika Vandborg – elektrisk guitar, bas, kor
- Stine Hjelm Jacobsen – stemme
- Emil Thomsen – mastering

## Hitliste
| Hitliste (2021)        | Højeste placering |
| ---------------------- | ----------------- |
| Danmark (Album Top-40) | 5                 |